# Jolof
L'imperi de Wòlof o Jolof (francès Diolof o Djolof) fou un estat medieval d'Àfrica occidental, al modern Senegal, que va existir del segle xiii al 1900. Es va fundar després del 1200. El 1445, ja el navengant portuguès Ca da Mosto va assenyalar la penetració de l'islam en la zona. El 1871, va ser incorporat als dominis de Shaykh Ahmadu, fins al 1875, i el 1889-1890 va passar a França; l'estat fou abolit el 1900. En el cim del seu poder incloïa Walo, Cayor, Baol, Sine, Salum, Dimar i part de Bambuk. La seva població eren els wòlofs.

## Història
La llegenda diu que un religiós musulmà de la família del Profeta, anomenat Abu Bakr (Bubakar ibn Umar), conegut com a Abu Darday, va venir de la Meca i es va establir al país. No fou fins al segle XV que un suposat descendent, Ndiadiane Diaye, es va independitzar del Tekrur i va annexionar Walo, Baol, Sine i Salum. El segle xv, un grup dirigit pels lebu va creuar el Cayor i es va instal·lar a la península de Cap Verd sota sobirania del damel de Cayor. Amb el seu suport, un home anomenat Koumbi Guielem es va revoltar contra el rei de Jolof, Biram Diem Koumba, que va poder sufocar la revolta, però Cayor i Baol es van fer independents (segle xvi). Uns anys després, una nova revolta dirigida per Amani Goné Sohel contra Leleful Fack, va triomfar i va establir definitivament el Regne de Cayor amb capital a M'Bour.
El 1683, els francesos es van instal·lar a la costa i van començar a explorar-ne l'interior. El 1685, van signar el primer tractat amb el bour ba Djolof (rei). El 1759 el burba Bira Yamb va ocupar Cayor i va foragitar al seu damel cap al Waalo; però aquest va retornar l'any següent amb suport del Waalo i de l'emirat de Trarza (sota Ali Kouri Ould Amar) i va recuperar el poder, morint Bira Yamb a la batalla de Mbal (1760)
A la meitat del segle xix, després de la campanya francesa contra el damel Lat Dior de Cayor, molts refugiats van arribar a territori dels wòlof. El 1871, Jolof i Cayor foren atacats per Shaykh Ahmadu, però el 1875 hi fou derrotat i mort per una columna francesa. Una columna francesa dirigida pel coronal Dodds va entrar al Regne jolof el 1889, i el rei va fugir (24 de maig del 1890); el seu germà Samba Laobe Pènda Njay va acceptar el protectorat francès (3 de juny del 1890).

## Llista deBour ba Djolof(reis)[1]
- vers 1670 - 1711 Bakar Penda
- vers 1711 - 1721 Bakan-Tam Gan
- vers 1721 - 1740 Al-Buuri Jakher
- vers 1740 - 1760 Birayamb
- vers 1760 - 1765 Birawa Keme
- vers 1765 - 1770 Lat-Kodu
- vers 1770 - 1775 Baka-Tam Buuri-Nyabu
- 1775 - 1805 Mba Kumpaas Njay
- 1805 - 1838 Mba Buuri-Ñabu Njay
- 1838 Birayamb Kumba-Gey Njay
- 1838 - 1851 Al-Buuri Tam Njay
- 1851 - 1853 Baka-Kodu Biige Fakontè Njay
- 1853 - 1855 Birayamb Aram Xurèja Njay
- 1855 Biram Pènda Kumba-Ngwi Njay
- 1855 Mbani-Paate Kumba-Ngwi Njay
- 1855 Lat Kodu Ma-Jigeñ Peya Fal Malik Njay
- 1855 Birayamb Ma-Jigeñ Peya Fal Malik Njay
- 1855 Al-Buuri Peya Biram Njay
- 1855 - 1858 Bakan Tam Yaago Njay
- 1858 - 1862 Taanor Fatim Jeng -Regent
- 1862 - 1871 Bakan Tam Xaari Jaloor Njay
- 1871 - 1875 Desconegut
- 1875 - 24 de maig de 1890 Al-Buuri Sènabu Njay
- 3 de juny de 1890 - 1895 Samba Laobe Pènda Njay
- 3 de novembre de 1895 - 1900 Buuna Al-Buuri Ma-Jigeñ Njay